# Bruno Suckau
Wilhelm Bruno Suckau (* 10. November 1903 in Berlin; † 18. November 1970 in Düsseldorf) war ein deutscher Tontechniker.

## Leben und Wirken
Suckau hatte eine Ausbildung zum Fernmeldemechaniker und Elektroingenieur erhalten. Mit Anbruch des Tonfilmzeitalters in Deutschland (1929) wechselte er zur Filmindustrie. Seit dem 1. April 1930 war Suckau als Film-Toningenieur fest angestellt. Seine Arbeitgeber waren zunächst die Lignose-Hörfilm und die UFA. Später besaß er auch eine eigene Firma, die Suckau-Filmgestaltung.
Suckau sorgte, neben einer Fülle von Kurzfilmen, auch bei einigen Filmklassikern für den guten Ton, darunter Karl Hartls Science-Fiction-Film Gold, Heinz Rühmanns Regie-Debüt Lauter Lügen, Veit Harlans Blut-und-Boden-Drama Die goldene Stadt, Helmut Käutners St. Pauli-Klassiker Große Freiheit Nr. 7 sowie die Monarchen-Biografie Ludwig II. Nach dem zweiten und dritten Teil der 08/15-Trilogie zog sich Suckau aus dem Filmgeschäft zurück. Bis 1961 ist er noch mit Wohnsitzen in Düsseldorf-Benrath und Berlin-Lichtenrade nachweisbar.

## Filmografie
- 1930: Kasernenzauber
- 1933: Die kalte Mamsell
- 1933: Gretel zieht das große Los
- 1933: Der Kampf um den Bär
- 1934: Gold
- 1934: Zwei Genies (Kurzfilm)
- 1934: Ritter wider Willen (Kurzfilm)
- 1934: Meine Frau, die Schützenkönigin
- 1934: Hochzeit am 13. (Kurzfilm)
- 1934: Die kleinen Verwandten (Kurzfilm)
- 1934: Die Medaille (Kurzfilm)
- 1934: Der Schrecken vom Heidekrug
- 1934: Besuch im Karzer (Kurzfilm)
- 1935: Die törichte Jungfrau
- 1935: Ehestreik
- 1935: Herbstmanöver
- 1935: Das Mädchen vom Moorhof
- 1935: Der rote Faden (Kurzfilm)
- 1935: Unter vier Augen (Kurzfilm)
- 1936: Moskau – Shanghai
- 1936: Spiel an Bord
- 1936: Ball im Metropol
- 1937: Bluff (Kurzfilm)
- 1937: Das Wiener Modell (Kurzfilm)
- 1937: Das Quartett (Kurzfilm)
- 1937: Ein Volksfeind
- 1937: Der Biberpelz
- 1937: Die Holzauktion (Kurzfilm)
- 1937: Meine Freundin Barbara
- 1938: Rätsel um Beate
- 1938: Lauter Lügen
- 1938: Noix de Coco
- 1938: Gastspiel im Paradies
- 1938: Ein Mädchen geht an Land
- 1939: Der Vorhang fällt
- 1939: Der Stammbaum des Dr. Pistorius
- 1939: Sensationsprozess Casilla
- 1939: Kongo-Express
- 1940: Wie konntest Du, Veronika!
- 1940: U-Boote westwärts!
- 1941: Violanta
- 1942: Schicksal
- 1942: Die goldene Stadt
- 1942: Diesel
- 1942: Der ewige Klang
- 1944: Musik in Salzburg
- 1943: Aufruhr der Herzen
- 1944: Große Freiheit Nr. 7
- 1944/49: Freitag, der 13.
- 1951: Der Tiger Akbar
- 1952: Ich hab’ mein Herz in Heidelberg verloren
- 1953: Komm zurück
- 1953: Hochzeitsglocken
- 1954: Der Mann meines Lebens
- 1954: Ludwig II.
- 1955: Drei Mädels vom Rhein
- 1955: 08/15 – Im Krieg
- 1955: 08/15 – In der Heimat